# Escapades
Singles
1. Force majeure
Sortie : 15 avril 2021
2. Hey!
Sortie : 12 mai 2021
3. Vox
Sortie : 2 juin 2021
4. Captain
Sortie : 16 juin 2021
5. Belladone
Sortie : 21 juin 2021

Escapades est le premier album solo de Gaspard Augé, musicien du groupe français Justice, sorti le 25 juin 2021. 
Il s'agit d'un album instrumental avec des inspirations des grandes musiques de films des années 1960 et 1970, avec des références à Ennio Morricone et François de Roubaix. Dans une interview accordée au média Jack, Gaspard Augé explique qu'il a composé certains morceaux 10 ans avant la sortie de cet album. La sortie de l'album est accompagnée de 5 clips d'environ 1 minute dans lesquels Gaspard Augé apparait dans plusieurs mises en scènes tournées en Turquie.

## Description de l'album
Gaspard Augé lui-même dans une newsletters consacré a l'album explique que : 
C’est un album qui regroupe des instrumentaux écrits sur plusieurs années, qui ont trouvé une forme finale cohérente sur ce disque. J’aimais l’idée d’un projet un peu intemporel et universel, sans courir après la pop song parfaite, en réaction à une époque où la course au hit se fait au détriment de la musicalité. C’est une sorte de digestion de tout ce que j’écoute chez moi depuis longtemps, des bandes originales de films, de l’illustration sonore, parce que j’y trouve plus mon compte harmoniquement et émotionnellement. Je suis devenu un peu allergique au chant pop et aux paroles, j’y trouve presque une forme de malhonnêteté, de posture parasite, comparé à la pureté de l’émotion d’un instrumental.

## Pochette de l'album
La pochette de l'album représente un diapason planté dans un paysage désertique. A l’intérieur de celle ci, on peut voir un dessin avec deux diapasons qui s’entrelacent, il s'agit d'une référence directe à une des pochettes de l'album Wish You Were Here du groupe britannique de rock Pink Floyd.

## Accueil critique
Escapades a reçu des critiques généralement positives de la part des critiques de musique. Metacritic, qui attribue une note normalisée sur 100 aux critiques des publications grand public, attribue à l'album une note moyenne de 73, basée sur 6 critiques. Une critique de Pitchfork décrit ses mélodies comme étant "excellentes". Ben Devlin de musicOMH décrit l'album comme "captivant dans toutes ses excentricités, évocateur et groovy à parts égales", et que "avec cet album, Augé se prouve bel et bien comme un artiste à part entière". Damian Jones, du NME, écrit dans sa critique que "la soif d'étrangeté d'Augé fait de cet album une proposition solo étrange mais intéressante, qui laisse quand même de la place aux tueurs de dancefloor", tout en notant que le single principal "aurait pu facilement s'insérer dans n'importe quel disque de Justice avec ses coups de synthé industriels et ses rythmes propulsifs caractéristiques" et donne à l'album une note de 3/5.Uncut a décrit l'album comme ayant "une musique extrêmement soignée qui s'égare parfois un peu dans le fromage [...] mais là où ça marche, ça peut vous emporter".

## Liste des chansons
| 1.    | Welcome       | 0:38 |
| 2.    | Force majeure | 3:26 |
| 3.    | Rocambole     | 3:25 |
| 4.    | Europa        | 3:47 |
| 5.    | Pentacle      | 3:56 |
| 6.    | Hey!          | 4:14 |
| 7.    | Captain       | 3:22 |
| 8.    | Lacrimosa     | 3:48 |
| 9.    | Belladone     | 4:16 |
| 10.   | Casablanca    | 3:30 |
| 11.   | Vox           | 3:08 |
| 12.   | Rêverie       | 4:26 |
| 42:05 |               |      |

## Fiche technique
Crédits adaptés de AllMusic.

### Musicien
- Gaspard Augé - clavier ; production, arrangement, composition (morceau 2 à 12)
- Victor le Masne - batterie, clavier, piano ; production, arrangement, composition (morceau 1, 5, 7, 9 et 12)
- Xavier Le Masne - flûte (morceau 8 et 10)
- Laura Etchegoyhen – chœur (morceau 5 à 8, et 11), chant (morceau 4, 9 et 12)
- Audrey Thirot - chœur (morceau 5 à 8, et 11)
- Elena Azevedo Da Silva - chœur (morceau 5 à 8, et 11)
- Sibylle Chalamon – chœur (morceau 5 à 8, et 11)

### Équipe de production
- Michael Declerck - production, ingénierie, mixage
- Antoine Poyeton - ingénierie, enregistrement
- Louis Bes - enregistrement
- Louis Gallet - enregistrement
- Mike Bell - mastering

### Création artistique
- Filip Nilsson - direction artistique
- Thomas Jumin - artwork
- Adrien Blanchat - illustrations de la pochette
- Jasper J. Spanning - photographie
- Marina Monge - conception des costumes

## Charts
| Pays     | Durée du classement | Meilleur classement |
| -------- | ------------------- | ------------------- |
| France   | 1 semaine           | 47e                 |
| Suisse   | 1 semaine           | 62e                 |
| Belgique | 1 semaine           | 55e                 |

## Exploitation commerciale

### Télévision (Publicité)
- 2021 : Le morceau Rocambole est utilisé dans une publicité de Google[14].
- 2023 : Le morceau Captain est utilisé dans une publicité de TikTok[15].